# Australobiosis araucanica
Australobiosis araucanica är en nattsländeart som beskrevs av Schmid 1958. Australobiosis araucanica ingår i släktet Australobiosis och familjen Hydrobiosidae. Inga underarter finns listade i Catalogue of Life.